# Thonnance-lès-Joinville
Thonnance-lès-Joinville là một xã thuộc tỉnh Haute-Marne trong vùng Grand Est đông bắc nước Pháp.